# 루이스 스톤
루이스 스톤(Lewis Stone, 1879년 11월 15일 ~ 1953년 9월 12일)는 미국의 배우, 연극 배우, 영화배우이다.

## 영화
- 형제는 용감했다 (1953년)
- 스카라무슈 (1952년)
- 젠다성의 포로 (1952년)
- 이츠 어 빅 컨트리 (1951년)
- 그라운드 포 매리지 (1951년)
- 외야의 천사들 (1951년)
- 스타스 인 마이 크라운 (1950년)
- 애니 넘버 캔 플레이 (1949년)
- 선 컴스 업 (1949년)
- 스테이트 오브 더 유니온 (1948년)
- 러브 래프 앳 앤디 하디 (1946년)
- 라이프 비긴즈 포 앤디 하디 (1941년)
- 앤디 하디의 개인비서 (1941년)
- 앤디 하디 미츠 드뷰탄트 (1940년)
- 더 아시스 폴리스 오브 1939 (1939년)
- 쉽메이트 포에버 (1935년)
- 데이빗 코퍼필드 (1935년)
- 걸 프롬 미주리 (1934년)
- 보물섬 (1934년)
- 루킹 포워드 (1933년)
- 퀸 크리스티나 (1933년)
- 더 선-도터 (1932년)
- 레티 린턴 (1932년)
- 마스크 오브 푸 만주 (1932년)
- 빨간 머리 여자 (1932년)
- 마타 하리 (1932년)
- 그랜드 호텔 (1932년)
- 인스퍼레이션 (1931년)
- 마델론의 비극 (1931년)
- 로맨스 (1930년)
- 빅 하우스 (1930년)
- 원더 오브 위민 (1929년)
- 마담 X (1929년)
- 데어 원 디자이어 (1929년)
- 어 우먼 오브 어페어스 (1928년)
- 패트리어트 (1928년)
- 잃어버린 세계 (1925년) - 시니어 존 록스턴 역
- 흥정 (1914년)